# Date Hidemune
Date Hidemune (伊達 秀宗?; 11 novembre 1591 – 8 luglio 1658) è stato un daimyō giapponese della fine del periodo Sengoku e l'inizio del periodo Edo, appartenente al clan Date.
Figlio maggiore di Date Masamune nacque nel 1591 da Lady Iisaka (una concubina). Divenne maggiorenne vivendo con Toyotomi Hideyoshi e ricevette da quest'ultimo parte del suo nome quando prese il nome adulto di Hidemune. Quando Hideyoshi morì nel 1590, fu tenuto come ostaggio nella residenza di Ukita Hideie.
Pur essendo il figlio maggiore di Masamune, Hidemune non poté succedere al padre nel dominio di Sendai poiché figlio di una concubina. Masamune comunque considerò l'ipotesi di far iniziare con Hidemune un nuovo ramo familiare. Questo fu possibile nel 1614 quando padre e figlio presero parte alla campagna di Osaka; Hidemune ricevette come ricompensa il dominio di Uwajima (di 100.000 koku) che era stato garantito da Tokugawa Ieyasu a Masamune.
Hidemune prese possesso del suo feudo come daimyō e lo governò fino al suo ritiro nel 1657.